# Oxygénothérapie nasale à haut débit
L'oxygénothérapie nasale à haut débit (appelé couramment « optiflow », du nom commercial de l'appareil utilisé) est un type d'oxygénothérapie normobare permettant de délivrer jusqu'à 60 litres/min d'oxygène gazeux à un patient en détresse respiratoire.

## Mécanisme
Le circuit d'oxygène est adjoint d'un humidificateur et d'un réchauffeur permettant une meilleure tolérance du gaz délivré. Les canules nasales sont également mieux tolérées par les patients que les masques faciaux à haute concentration. 

## Efficacité
Il diminue le travail respiratoire. Il s'avère supérieur à la ventilation non invasive en cas de détresse respiratoire, pemettant, en particulier, de diminuer la mortalité. Il réduit l'espace mort de l'arbre respiratoire.
Il permet d'avoir une petite pression expiratoire positive. Il prolonge le temps expiratoire, diminuant ainsi la fréquence respiratoire.

## Indications
Ces systèmes ont été d'abord utilisés en pédiatrie, mais sont désormais étendus aux adultes,,. Réservés aux patients possédant une activité ventilatoire spontanée suffisante, ils peuvent permettre d'éviter le passage à une authentique assistance ventilatoire,. Cependant, les nombreux biais des études réalisées chez l'adulte ne permettent pas d'évaluer l'efficacité du traitement par rapport à l'oxygénothérapie classique.